# Norman Shelton
Norman Leslie Shelton, né le 28 juin 1905 et mort le 14 juillet 1980, est un homme politique néo-zélandais, membre du Parti national.

## Carrière politique
Shelton représente la circonscription de Rangitīkei (en) à la Chambre des représentants de Nouvelle-Zélande de 1954 à 1972, date à laquelle il prend sa retraite.
Il est également ministre de la Santé de 1960 à 1962.
Il est fait commandeur de l'ordre de l'Empire britannique (CBE) en 1973.
Il meurt en 1980.